# Famille Boissonnet
Pour les articles homonymes, voir Boissonnet.
La famille Boissonnet est une famille qui compte parmi ses membres trois généraux au XIXe siècle.

## Personnalités
- André Barthélémy Boissonnet (1765-1839), maréchal de camp dans l'arme du Génie, chevalier d'Empire en 1809 puis baron d'Empire en 1813, maire de Sézanne, chevalier de Saint-Louis, officier de la Légion d'honneur[1]
- Estève Boissonnet (1811-1902), fils du précédent, général de division, baron héréditaire  en 1869, grand officier de la Légion d'honneur[1]

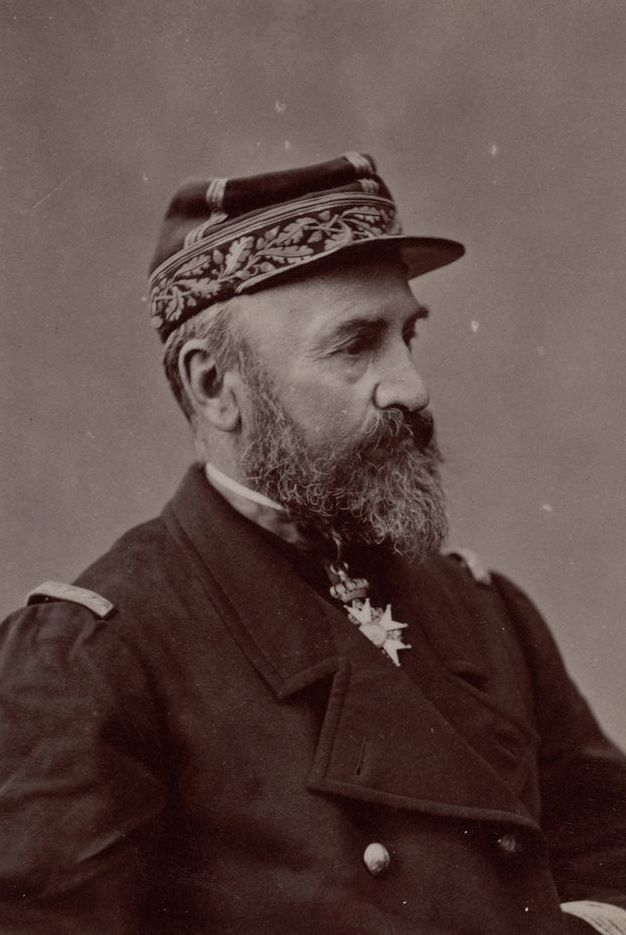
Alfred Boissonnet (1812-1904)

- André Denis Alfred Boissonnet (1812-1904), frère du précédent, général de brigade, sénateur, président du Conseil général de la Marne, grand officier de la Légion d'honneur[1]

## Alliances
Les principales alliances de la famille Boissonnet sont : Dambuant, Duret, Collin de la Touche (1802), Morin, du Cos de la Hitte (1853), de Lassus Saint-Geniès, Le Febvre de Longeville (1869), Coustans de Saint-Sauveur (1886), de Bourdoncle de Saint-Salvy (1908).

## Pour approfondir